# Chalco (ciruela)
Chalco es una variedad cultivar de ciruelo (Prunus salicina), de las denominadas ciruelas japonesas (aunque las ciruelas japonesas en realidad se originaron en China, fueron llevadas a los EE. UU. a través de Japón en el siglo XIX).
Una variedad que crio y desarrolló a finales del siglo XIX Luther Burbank en Santa Rosa (California), siendo un híbrido resultado del cruce de Prunus simonii x Burbank. 
Las frutas tienen una pulpa de color amarillenta, firme, muy jugosa, aromática, dulce. Tolera las zonas de rusticidad según el departamento USDA, de nivel 5 a 9.

## Historia
'Chalco' variedad de ciruela, de las denominadas ciruelas japonesas de la progenie de Prunus salicina, que fue desarrollada y cultivada por primera vez en el jardín del famoso horticultor Luther Burbank en Santa Rosa (California) mediante una hibridación de Prunus simonii como Parental-Madre x polen de Burbank como Parental-Padre. Burbank realizaba investigaciones en su jardín personal y era considerado un artista del fitomejoramiento, que intentaba muchos cruces diferentes mientras registraba poca información sobre cada experimento.
Las ciruelas 'Chalco' se desarrollaron a finales del siglo  XIX en Santa Rosa, una ciudad en el condado de Sonoma en el norte de California. La variedad 'Abundance' es la más antigua de las variedades japonesas y una ciruela completa.

## Características
'Chalco' árbol vigoroso, erguido o algo vasiforme, muy productivo; hojas grandes, de color verde oscuro. Flor delgada, blanca, muy abundante todos los años, que tiene un tiempo de floración que comienza a partir del 18 de abril con el 10% de floración, para el 21 de abril tiene una floración completa (80%), y para el 8 de mayo tiene un 90% de caída de pétalos.
'Chalco' tiene una talla de fruto de medio a grande, de forma achatada, simétrica; epidermis tiene una piel de color rojo oscuro, sutura poco profunda, y ápice puntiagudo, cavidad medianamente poco profunda, abruptamente redondeada; pulpa de color amarillenta, firme, muy jugosa, aromática, dulce.
Hueso semi libre, pequeño, ligeramente aplanado, puntiagudo, casi liso, zona pistilar apuntada, asimétrico.
Su tiempo de recogida de cosecha madura poco antes que Burbank a finales de julio. Las ciruelas 'Chalco' son blandas cuando están maduras y pueden magullarse fácilmente.

## Usos
Las ciruelas 'Chalco' son buenas en fresco para comer directamente del árbol, también muy buenas en postres de cocina como tartas, pasteles, y mermeladas.

## Cultivo
Publicitado por varios viveros, pero según los informes recibidos, es dudoso que alguna vez se cultive comercialmente.